# Мірім (аеропорт)
Аеропорт Мірім (кор. 미림비행장, яп. 美林飛行場), також відомий як аеродром Пхеньян-Східний або авіабаза К-24 — є аеропортом у Мірім-Донг, Садонг-Гуйок, Пхеньян (Північна Корея).